# Нова віденська школа
Нова віденська школа (нім. Zweite Wiener Schule, Neue Wiener Schule, англ. Second Viennese School) — композиторська група, до якої входили Арнольд Шенберг, а також його учні та соратники (в першу чергу Альбан Берг та Антон Веберн) у Відні на початку XX століття, де він жив і викладав, між 1903 і 1925 роками. Принципи атональності та додекафонії «Нової віденської школи» набули поширення серед композиторів багатьох країн світу. Творчість композиторів нової віденської школи універсально вплинула на музичну культуру XX ст.

## Історія створення

### Передумови
Батьківщина експресіонізму Німеччина, де гостро відчувалася тривожна атмосфера напередодні Першої світової війни. Норвезького художника Едварда Мунка (довгий час працював у Берліні) вважають предтечею експресіонізму в живопису. Його картина «Крик» (1893) — маніфест експресіоністського світобачення, а картина «Танець життя» (1900) — зразок песимістичної концепції людської долі. Протягом десятиліть експресіонізм набув поширення в багатьох країнах, охоплюючи різні види мистецтв: кіно, театр, живопис, у тому числі й музику.
У музиці композиторам-експресіоністам характерні підсилена експресія вияву почуттів, новаторські пошуки в царині музичної мови та засобів виразності, трагізм світосприйняття.

### Сутність нової віденської школи
На початку XX ст. у Відні сформувалася творча співдружність австрійських композиторів, до якої входили Арнольд Шенберг (1874—1951), його талановиті учні Альбан Берг (1885—1935), Антон Веберн (1883—1945) та ін.
Їх об'єднувала спільність поглядів на необхідність радикального оновлення музики, що відбивала б «розірвану свідомість» доби. Цей стиль отримав назву «експресіонізм».
Назва «Друга віденська школа» походить від її прихильників. Їх метою було показати, що ця школа за важливістю порівняна зі «старою віденською школою» («першою віденською школою»), тобто з віденською класичною школою, однак і володіє важливими якостями сучасності та новизни.
А. Шенберг, А. Берг та А. Веберн неодноразово декларували свої зв'язки з традиційною віденською класичною школою.
За внутрішньою сутністю нова віденська школа являє собою прояв модернізму у музиці. Для її представників характерні:
- суб'єктивізм;
- переважання образів руйнування над образами творення;
- відмова від принципів народності та національності.

Загальною основою Нової віденської школи була атональна музика, яка створена поза ладовими та гармонічними зв'язками. До неї у 1907—1909 рр. прийшли першими А. Шенберг та А. Веберн.
Обґрунтований у теоретичних працях ново віденців метод додекафонії та естетика музичного експресіонізму стимулювали розвиток авангардистських напрямів, серійної техніки в музиці.
У своєї творчості А. Веберн зробив крок на шляху еволюції атональної музики до серійності. У ранніх творах А. Шенберга простежується зв'язок з традиціями пізнього музичного романтизму («Просвітлена ніч», «Пісні Гурре»), а у творчості А. Берга є елементи соціальної сатири та співчуття до пригноблених. Вони активно пропагували свої твори, та були авторами книг та статей, в котрих пояснювали свої позиції.

## Основні учасники

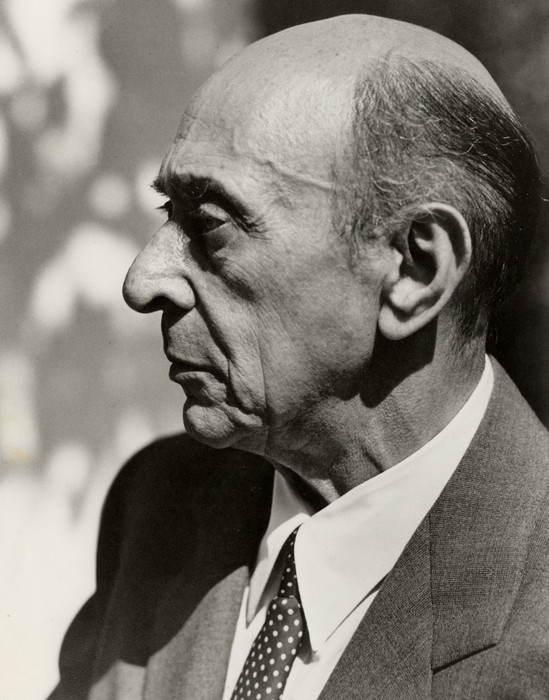
Арнольд Шенберг

Крім самого Арнольда Шенберга, творчий кістяк Нової віденської школи складали композитори Антон Веберн, Альбан Берг, а також Ганс Ейслер, Віктор Ульман, Генріх Яловець, Егон Веллес, Теодор Адорно, Ганс Еріх Апостель, Рене Лейбовіц і деякі інші учні та колеги Шенберга, Веберна і Берга.
До числа учасників Нової віденської школи відносять звичайно тільки тих композиторів і музикознавців, які зазнали впливу нових музичних ідей Шенберга саме в той період, коли він займався своєю інноваційною викладацькою діяльністю в Австрії та Німеччині.
Тих учнів Шенберга, які, починаючи з 1933 року, навчалися у нього в США, до Нової віденської школі не зараховують. Не прийнято відносити до числа учасників Нової віденської школи і тих композиторів, у творчості яких композиційні принципи Нової віденської школи хоча і досить асимілювалися, але ключовими не стали. Як одного з таких композиторів можна згадати Ернста Кшенека.

## Естетичні принципи
Центральним і ключовим принципом музично-композиційної реформи Шенберга стала повна ліквідація тональної основи музики і її заміна спеціально розробленими атональними техніками, пов'язаними з концепціями серійності, серіальності, додекафонії, пуантилізму.

## Додекафонія
На початку XX століття лідер школи А. Шенберг на основі атональності заснував метод додекафонії (dodekaphone- дванадцятизвуччя) — один із видів композиторської техніки XX ст., для якого характерна побудова всього твору на основі серії з 12 тонів звукоряду, між якими були відсутні традиційні ладо тональні співвідношення. Цей метод повністю прийняли його учні та послідовники
У сучасній додекафонії найбільш поширеними є:
-метод А. Шенберга, який полягає в побудові голосів і с півзвуків з визначеної певним чином послідовності всіх 12-ти звуків хроматичної гами. Порядок звуків не змінюється, жоден звук не повторюється, доки серія не вичерпана. Серія може проводитись горизонтально, утворюючи мелодичні мотиви; вертикально, утворюючи акорди, а також різними комбінаціями цих рухів.
-метод Й. Хауера полягає у використанні тропів-дванадцяти-тонових комплексів, які складаються з двох шестизвуч, що можуть виступати і як звукоряди, і як акорди. На відміну від серії, в кожному шестизвуччі додекафонії припускається змінювання порядку звуків.
Техніку додекафонії використовували:
А. Шенберг, А. Берг, Й. Хауер, А. Веберн, С. Прокоф'єв, А. Онеггер, П. Хіндеміт, Д. Шостакович.
Серед українських композиторів техніку додекафонії використовували: В. Клин, Л. Грабовський, В. Сильвестров, Є. Станкович та ін.

## Твори нової віденської школи
До найвідоміших творів композиторів нової віденської школи належать:
- опера А. Берга «Воццек»;
- камерні твори А. Берга- зашифровані музичні послання близьким і друзям;
- поеми А. Шенберга «Місячний П'єро»
- симфонічна поема А. Шенберга «Пелеас і Мелізанда»
- інструментальні мініатюри А. Веберна, які поєднують поетичність пасторальних сценок зі структурною логікою.

## Віденська класична школа
У другій половині XVII — початок XIX ст. в Австрії виникла віденська класична школа (нім. Wiener Klassik) — художній напрям у європейській музичній культурі, до якого належали В. А. Моцарт, Л. Бетховен і Й. Гайдн.
Мистецтво віденських класиків, що відбило у своїх формах духовні пошуки й естетичні ідеали часу, визначило подальший розвиток європейської музичної культури.
У творчості представників віденської школи виникли і досягли вершин сонатна форма і сонато-симфонічний цикл.